# Castle Hill (Maine)
Castle Hill es un pueblo ubicado en el condado de Aroostook en el estado estadounidense de Maine. En el Censo de 2010 tenía una población de 425 habitantes y una densidad poblacional de 4,54 personas por km².

## Geografía
Castle Hill se encuentra ubicado en las coordenadas 46°41′55″N 68°13′38″O / 46.69861, -68.22722. Según la Oficina del Censo de los Estados Unidos, Castle Hill tiene una superficie total de 93.64 km², de la cual 92.44 km² corresponden a tierra firme y (1.27%) 1.19 km² es agua.

## Demografía
Según el censo de 2010, había 425 personas residiendo en Castle Hill. La densidad de población era de 4,54 hab./km². De los 425 habitantes, Castle Hill estaba compuesto por el 98.59% blancos, el 0.24% eran afroamericanos, el 0.71% eran amerindios, el 0% eran asiáticos, el 0% eran isleños del Pacífico, el 0% eran de otras razas y el 0.47% pertenecían a dos o más razas. Del total de la población el 0.71% eran hispanos o latinos de cualquier raza.